# Condado de Butler (Iowa)
El condado de Butler es un condado del estado de Iowa, Estados Unidos. Tiene una población estimada, a mediados de 2022, de 14 269 habitantes.
La sede del condado es Allison.

## Geografía
Según la Oficina del Censo, el condado tiene una superficie total de 1507 km², de los cuales 1503 km² corresponden a tierra firme y 4 km² están cubiertos de agua.

### Condados adyacentes
- Condado de Floyd (norte)
- Condado de Bremer (este)
- Condado de Black Hawk (sureste)
- Condado de Grundy (sur)
- Condado de Franklin (oeste)
- Condado de Chickasaw (noreste)
- Condado de Cerro Gordo (noroeste)
- Condado de Hardin (suroeste)

## Demografía

### Censo de 2020
Según el censo de 2020, en ese momento el condado tenía una población de 14 334 habitantes. La densidad de población era de 9.5 hab./km²
| Raza                   | Núm.   | Porc.  |
| ---------------------- | ------ | ------ |
| Blancos                | 13 827 | 96.46% |
| Afroamericanos         | 26     | 0.18%  |
| Amerindios             | 25     | 0.17%  |
| Asiáticos              | 28     | 0.20%  |
| De otras razas         | 68     | 0.47%  |
| De una mezcla de razas | 360    | 2.51%  |

Del total de la población, el 1.28% eran hispanos o latinos de cualquier raza.

### Estimación 2018-2022
Según la estimación 2018-2022 de la Oficina del Censo, los ingresos medios de los hogares del condado son de $65 743 y los ingresos medios de las familias son de $80 578. Los ingresos per cápita en los últimos doce meses, medidos en dólares de 2022, son de $33 943. Alrededor del 11.8% de la población está bajo la línea de pobreza nacional.

### Evolución demográfica
| 1900   | 1910   | 1920   | 1930   | 1940   | 1950   | 1960   | 1970   | 1980   | 1990   | 2000   | 2022   |
| ------ | ------ | ------ | ------ | ------ | ------ | ------ | ------ | ------ | ------ | ------ | ------ |
| 17 955 | 17 119 | 17 845 | 17 617 | 17 986 | 17 394 | 17 467 | 16 953 | 17 668 | 15 731 | 15 305 | 14 269 |

## Ciudades
- Allison
- Aplington
- Aredale
- Bristow
- Clarksville
- Dumont
- Greene
- New Hartford
- Parkersburg
- Shell Rock

## Principales carreteras
- Carretera de Iowa 3
- Carretera de Iowa 14
- Carretera de Iowa 57
- Carretera de Iowa 188